# The Hockey News
The Hockey News, comunemente abbreviato in THN, è un settimanale sportivo canadese con sede a Toronto. Fu fondato nel 1947 da Ken McKenzie e Bill Côté, e da allora si impose come la principale pubblicazione dedicata all'hockey su ghiaccio in Nordamerica. La versione cartacea vanta 225.000 lettori per numero pubblicato, mentre il sito web ufficiale conta oltre due milioni di visualizzazioni.

## Edizioni
THN ogni anno pubblica 34 numeri oltre a sette edizioni speciali, ciascuna per i momenti chiave della stagione hockeistica nordamericana, come l'NHL Entry Draft, l'inizio e la conclusione della stagione NHL. È disponibile in abbonamento nella versione cartacea in Nordamerica e in Europa, mentre nell'edizione digitale anche nel resto del mondo. In Canada e negli Stati Uniti THN è venuta anche presso le edicole. La rivista si occupa in particolare della National Hockey League (NHL), affidando a giornalisti locali la copertura su ciascuna delle 30 franchigie della lega. Altre sezioni del settimanale sono dedicate all'hockey giovanile, a quello universitario e a quello internazionale.

## Classifica giocatori All-Time NHL
Nel 1997, The Hockey News festeggiò i cinquanta anni dalla nascita della rivista stilando una lista dei migliori 50 giocatori nella storia della NHL. La classifica, che vedeva Wayne Gretzky come miglior giocatore di tutti i tempi della NHL, fu determinata da un gruppo di giudici composto da general manager, allenatori, giocatori ed esperti di hockey. L'anno successivo THN allargò la lista e la pubblicò in un libro intitolato The Top 100 NHL players of All-Time. Le prime dieci posizioni vedevano nell'ordine: Wayne Gretzky, Bobby Orr, Gordie Howe, Mario Lemieux, Maurice Richard, Doug Harvey, Jean Béliveau, Bobby Hull, Terry Sawchuk ed Eddie Shore.
Dieci anni più tardi, nel 2007, THN pubblicò una nuova lista intitolata The Top 60 since 1967, limitata ai migliori 60 giocatori dell'era post Original Six. Nel 2008 lo staff di THN partecipò alla selezione della formazione del secolo da parte della International Ice Hockey Federation. Nel 2010 THN pubblicò una nuova edizione della lista con i migliori 100 giocatori di tutti i tempi, tuttavia suddivisa in 20 giocatori per ruolo.